# تينا أنسيلمي
تينا أنسيلمي (بالإيطالية: Tina Anselmi)‏ الحاصلة على وسام استحقاق الجمهورية الإيطالية (25 مارس 1927 ــ 1 نوفمبر 2016) كانت عضوا لدى حركة المقاومة الإيطالية أثناء الحرب العالمية الثانية والتي استمرت بها حتى أصبحت سياسية إيطالية. تعد أول أمراه تشغل منصب وزيرة في الحكومة الإيطالية.

## حياتها المبكرة
ولدت أنسيلمي في مدينة كاستيلفرانكو فينيتو بمقاطعة تريفيزو، كان والدها مساعد صيدلاني، وكانت والدتها وجدتها يديران حانة صغيرة سويا.
التحقت بالمدرسة الثانوية الحكومية، ثم أكملت دراستها بالمعهد في باسانو دل غرابا.وفي سبتمبر 1944، قام الجنود النازين بإجبارها على مشاهدة إعدام 31 شاب موالي. وهذا ما دفعها للالتحاق بحركة المقاومة الإيطالية وأصبحت جزءا من فرقة سيزار باتيستي. وفي نفس العام أيضا التحقت بالحزب الديمقراطي المسيحي الإيطالي. وبعد الحرب العالمية الثانية، درست الأدب في جامعة القلب المقدس الكاثوليكية بمدينة ميلانو وأصبحت مدرسة لدى المدارس الابتدائية.

## المهنة السياسية
وخلال عملها كمعلمة، تقلدت مناصب عده في إتحادات التجارة المسيحية، بما فيه اتحاد معلمي المدارس الابتدائية من 1948 حتى 1955. وفي 1959 التحقت بالمعهد القومي للحزب الديمقراطي المسيحي، وكانت نائب زعيم الحزب من 1968 حتى 1992، كما تم اختيارها كنائب رئيس حزب الفرقة النسائية للإتحاد الأوروبي. ومن 1958 حتى 1964 كانت رئيسة البرامج الشبابية لحزب الديمقراطية المسيحية.
ومن 1968 حتى 1987 كانت عضوا لدى مجلس النواب الإيطالي، ثم تم اختارها لخمس مرات في منطقة البندقية ــ تريفيزو. كما شغلت منصب وكيل وزارة ثلاث مرات لقسم العمل والخدمات المجتمعية، وفي 1976 أصبحت أول أمراه لتكن عضوا لدى مجلس الوزراء الإيطالي، كما اختارها جوليو أندريوتي لتكن وزيرة للعمل والأمن الاجتماعي. تقلدت منصبها من 1976 حتى 1979. كما شغلت منصب وزيرا للصحة من 1978 حتى 1979.
ومن المعروف أن أنسيلمي كانت الراعي الرسمي لاقتراح القوانين الايطالية بشان تكافؤ الفرص، فلقد حاربت كثيرا من أجل حياتها السياسية. حيث في 1977 أقرت بقانون اعتراف الآباء بتقديم الرعاية الأولية والأساسية لأطفالهم، وسمحت لكلا من الآباء والأمهات بأخذ قسط من الوقت بعيدا عن أطفالهم. وفي نفس العام قامت بسن قانون التكافؤ بين الجنسين في ظروف العمل، كما كانت الداعم الرئيسي لها. وترأست اللجنة الوطنية للفرص المتكافئة حتى عام 1994، ولعبت دوراً هاماً في إدخال الخدمة الصحية الوطنية في إيطاليا.
وفي 1981، ترأست لجنة التحقيق البرلمانية في واقعة نزل الماسونية شرق إيطاليا الغير قانونية، وفي نفس الوقت تم اعتبارها تهديدا للمجتمع. سجلت أنسيلمي تقرير لرأي غالبية اللجنة بأنه تمت الموافقة عليه في عام 1984 ، وتوقفت جميع أنشطة النزل في العام التالي.
تقلدت أنسيلمي منصب رئيس لجنة تحقيق عمل الجنود الإيطاليين في الصومال، ورئيس اللجنة القومية لعواقب القوانين للطائفة اليهودية الإيطالية. كما شغلت منصب نائب الرئيس الشرفي للمعهد القومي لتاريخ حركة التحرير في إيطاليا.
بعد ذلك بدأت في كتابة خبراتها في المقاومة؛ وفي 2003 كتبت أنت، ماذا تعني المقاومة؟("Zia, cos'è la Resistenza?") والذي يحكي عن مفهوم المقاومة الإيطالية بالنسبة للشباب.
وفي 2004 كتبت كتابها الثاني للشباب Bella ciao: la resistenza raccontata ai ragazzi.
وفي 2006 نشرت مذكراتها مع انا فينسي، كتاريخ لشغف العلوم السياسية (Storia Di Una Passione Politica).

## وفاتها
توفت أنسيلي في منزلها بمدينة كاستلفرانكو فينيتو في 31 أكتوبر لعام2016 عن عمر يناهز 89 عاما.

### التقدير والجوائز
في 1998 حصلت على جائزة كروس جراند نايت لوسام استحقاق من الجمهورية الإيطالية.
وفي يونيو2016، تمت طباعة صورتها على طابع بريدي ايطالي، وبهذا تكون الشخصية الوحيدة التي كانت على قيد الحياة يتم تكريمها بهذه الطريقة.

## وصلات خارجية
تينا أنسيلمي على راديو هاديكالي